# Juraj Haulik
Juraj Haulik de Váralya (tiếng Slovak: Juraj Haulík Váralyai, tiếng Hungary: Haulík Váralyai György; (20 tháng 4 năm 1788 - 11 Tháng 5 1869) là một Hồng y người Slovakia của Giáo hội Công giáo. Ông gốc người Croatia và nguyên là Tổng giám mục của Zagreb.

## Cuộc đời
Juraj Haulik de Váralya học thần học và triết học ở Trnava, Esztergom và Vienna. Sau khi giám mục Aleksandar Alagović qua đời vào năm 1837, Haulik được phong là giám mục. Ông được ghi nhận là đã đưa ngôn ngữ Croatia vào các trường học và nơi làm việc, cũng như thành lập Matica hrvatska vào năm 1842.
Ông đã bị cấm bởi Franz Haller của Hungary. Một cuộc biểu tình của Đảng Nhân dân Croatia vào năm 1845 đã bị Haller đàn áp một cách dữ dội, khiến 13 người biểu tình thiệt mạng và chấm dứt thời gian Juraj Haulik de Váralya bị cấm.
Sau đó ngôn ngữ Croatia chính thức được đưa vào Vương quốc Croatia-Slavonia vào năm 1847. Năm 1848, giữa các cuộc cách mạng ở Đế quốc Áo-Hung, nhà quân sự Josip Jelačić đã tuyên bố chống lại mục đích của Hungary nhằm thu hồi quyền tự trị của Croatia..
Một số quyền tự trị hơn nữa đã thực hiện đối với Croatia trong những năm tiếp theo, khi Haulik được tuyên bố là tổng giám mục đầu tiên tại Zagreb vào năm 1852. Với điều này, Giáo hội Công giáo ở Croatia trở nên độc lập khỏi Hungary. Năm 1856 ông cũng được phong là hồng y. Ông tiếp tục các chức vụ này cho đến khi qua đời vào năm 1869.
Juraj Haulik de Váralya đã nói về xuất thân của mình: Tôi sinh ra là một người Slovakia, nhưng tôi sẽ chết là một người Croat.  Năm 1999, Croatia và Slovakia phát hành chung một con tem có hình của Juraj Haulik de Váralya.